# 巴斯克地區
巴斯克地區位於西歐庇里牛斯山西端的法國、西班牙的邊境一帶，包括位於西班牙境內的巴斯克自治區、納瓦拉（南巴斯克地区），以及位於法國境內的北巴斯克地区。該地區為巴斯克人聚居地，通行巴斯克語。
這個區域也是除了加泰隆尼亞之外，西班牙分離主義較活躍的地方。

## 地理
巴斯克由七個傳統的地區組成，巴斯克语称“七合一”（Zazpiak Bat）。其中四個地區在現今西班牙境內，巴斯克语称“四合一”（Laurak Bat），構成了南巴斯克地区；另外三個區域在法國境內，構成了北巴斯克地区。
北巴斯克地区
三個區域均位於法國大西洋比利牛斯省，該省的其它部分稱爲贝阿恩。
- 拉布尔
- 下纳瓦拉
- 苏勒

南巴斯克地区
南巴斯克地区分爲巴斯克自治區和纳瓦拉特许共同体兩個主要部分，它們都是西班牙的一級行政區。
- 纳瓦拉只包含單一省份，首府潘普洛納。

- 巴斯克自治區由下列省份組成：
  - 阿拉瓦省，首府維多利亞，維多利亞也是巴斯克自治區的首府。另外還有略迪奥以及阿穆里奥兩個城市。
  - 比斯開省，首府畢爾包，另外還有格爾尼卡、格乔、巴拉卡尔多、波尔图加莱特、贝尔梅奥、杜蘭戈、塞斯陶這幾個城市。
  - 吉普斯夸省（巴斯克語：Gipuzkoa，西班牙語：Guipúzcoa），首府是聖塞瓦斯蒂安，是西班牙最小的省份。

## 歷史
巴斯克人是西歐舊石器時代的居民中被同化最少的殘存者（特別是在法兰西卡塔布里亚地区一帶），羅馬時代的史學家斯特拉波以及知名作家老普林尼都有提到巴斯克種族，包含了瓦斯孔人、阿基坦人等等，这些则是現今巴斯克人的祖先。有足夠的證據證明在那個時期，他們皆使用巴斯克語交談。
伊比利亞半島的其他種族在羅馬時代末期，都被羅馬文化所同化。巴斯克同時也深受羅馬文化影響。
巴斯克版圖在中世紀早期介於埃布羅河以及加龍河之間，也就是當時的巴斯科尼亚。在摩尔人入侵以及法兰克查理大帝時期法蘭克人擴張之後，巴斯克的版圖就被分裂，最後在第九世紀潘普洛纳王国興起成為主要的國家。
這個國家，就是後來熟知的納瓦拉，在11世紀和12世紀以及1512年至1521年的時候，有一部份被併入卡斯蒂利亞王國；其餘的納瓦拉被併入法國。三個西部的省份（阿拉巴、比斯开、吉普斯夸）加入西班牙王國的自願性協議，促進整個納瓦拉併入卡斯蒂利亚。
儘管如此，巴斯克的範圍享有很大的自治權。一直到了巴斯克北方的省份遇到法國大革命以及南方省份經歷了西班牙的卡洛斯战争。接著，巴斯克社會上有一部分的人開始致力於讓巴斯克獨立成有主權的民族國家。
最知名的團體巴斯克祖国和自由，简称埃塔（ETA），是巴斯克地区的一个分离主义恐怖组织。该组织成立于1958年，原为佛朗哥独裁统治时代西班牙北部巴斯克地区的一个地下反抗组织。佛朗哥政权垮台後，“埃塔”逐渐发展为从事民族獨立活动的準軍事反政府组织。但其已在2017年4月8日宣布卸除武裝。

## 人口
截至2006年初，巴斯克地区人口约为300万。人口密度约为140人/平方公里，高于西班牙和法国的平均水平，但人口分布相当不均，集中在主要城市周围。三分之一的人口集中在大大毕尔巴鄂都会区，而法国巴斯克地区的大部分内陆地区和納瓦拉的一些地区仍然人口稀少：比斯開省|比斯开省人口密度最高约为500人/平方公里，但在北部内陆的下纳瓦拉和苏勒则低至20人/平方公里。
巴斯克地区的大部分人口居住在巴斯克自治区内（约210万，占人口的70%），约60万居住在纳瓦拉（占人口的20%），约30万（约10%）居住在法国巴斯克地区。
西班牙统计学家、经济学家何塞·阿兰达·阿斯纳尔表示巴斯克自治区有30%的人口出生在西班牙其他地区，生活在巴斯克自治区的人中有40%双亲均非巴斯克人。
这些具有加利西亚和卡斯蒂利亚血统的人大部分是在19世纪末和整个20世纪来到巴斯克自治区的，因为该地区的工业化程度越来越高，越来越繁荣，需要更多的工人来支持经济增长。此后，来自西班牙其他地区的移民的后代在大多数情况下被认为是巴斯克人，至少形式上是如此。
在过去的25年里，约有38万人离开了巴斯克自治区，其中约有23万人移居至西班牙其他地区。当然，其中有许多人是退休后返回故土，但该群体中也有相当一部分是巴斯克本地人，他们由于巴斯克民族主义的政治环境（包括“埃塔”的杀戮）——他们认为这是公开的敌对行为——而迁移的。据引证，这些人占巴斯克自治区高达10%的人口。

### 最大城市
| 毕尔巴鄂 维多利亚 | 1  | 毕尔巴鄂     | 比斯开   | 350,184 | 潘普洛纳 圣塞瓦斯蒂安 |
| 毕尔巴鄂 维多利亚 | 2  | 维多利亚     | 阿拉瓦   | 253,996 | 潘普洛纳 圣塞瓦斯蒂安 |
| 毕尔巴鄂 维多利亚 | 3  | 潘普洛纳     | 纳瓦拉   | 203,944 | 潘普洛纳 圣塞瓦斯蒂安 |
| 毕尔巴鄂 维多利亚 | 4  | 圣塞瓦斯蒂安 | 吉普斯夸 | 188,240 | 潘普洛纳 圣塞瓦斯蒂安 |
| 毕尔巴鄂 维多利亚 | 5  | 巴拉卡尔多   | 比斯开   | 101,486 | 潘普洛纳 圣塞瓦斯蒂安 |
| 毕尔巴鄂 维多利亚 | 6  | 格乔         | 比斯开   | 77,770  | 潘普洛纳 圣塞瓦斯蒂安 |
| 毕尔巴鄂 维多利亚 | 7  | 伊倫         | 吉普斯夸 | 61,983  | 潘普洛纳 圣塞瓦斯蒂安 |
| 毕尔巴鄂 维多利亚 | 8  | 巴约讷       | 拉布尔   | 51,411  | 潘普洛纳 圣塞瓦斯蒂安 |
| 毕尔巴鄂 维多利亚 | 9  | 波图加莱特   | 比斯开   | 49,118  | 潘普洛纳 圣塞瓦斯蒂安 |
| 毕尔巴鄂 维多利亚 | 10 | 桑图尔塞     | 比斯开   | 46,069  | 潘普洛纳 圣塞瓦斯蒂安 |